# 薬害エイズ事件
薬害エイズ事件（やくがいエイズじけん）は、1980年代に血友病患者に対し、加熱処理をせずウイルスの不活性化を行わなかった血液凝固因子製剤（非加熱製剤）を治療に使用したことにより、多数のHIV感染者およびエイズ患者を生み出した事件である。非加熱製剤によるHIV感染の薬害被害は世界的に起こったが、日本では全血友病患者の約4割にあたる1800人がHIVに感染し、うち700人以上が死亡したといわれている。

## 概要
感染の原因は、ヒト免疫不全ウイルス（HIV）に感染したと推定される外国の供血者からの血液を原料に製造された血液凝固因子製剤を、ウイルスの不活性化を行なわないままに流通させ、治療に使用したことである。後にウイルスを加熱処理で不活性化した加熱製剤が登場したため、従前の非加熱で薬害の原因となった物を非加熱製剤と呼ぶようになった。HIVに汚染された血液製剤が流通し、それを投与された患者がHIVに感染して、後天性免疫不全症候群（AIDS）を発症したことから、多数の死者を出した。
1981年頃から、米国でエイズの症例が報告されるようになり、エイズ患者の中に血友病患者が高い比率で見られるようになったことから、米国内では、非加熱製剤の安全性が疑問視されるようになった。1983年、日本の厚生省がエイズ研究班（エイズの実態把握に関する研究班）を組織し、エイズ患者の調査を開始した。その研究班の班長には、血友病治療の専門家である帝京大学教授の安部英(あべたけし)が指名された。安部は当初、非加熱製剤の使用禁止を主張していたが、後に非加熱製剤の使用継続を決めた。1982年から1986年までに、米国から輸入されていた非加熱製剤はHIVに汚染されていた。これによって日本国内の血友病患者約5000人のうち、約2000人がHIVに感染、多くがエイズを発症して死亡するに至った。
1985年に安全な加熱製剤が承認される。このとき非加熱製剤を製造していたミドリ十字は回収を直ちに行わなかったため、HIV感染がさらに拡大した。後にミドリ十字の三人の経営陣は、加熱製剤の承認後も非加熱製剤の販売を継続し感染を生じさせた責任が問われ、最高裁で有罪判決が確定した（一人は裁判途中に死亡のため公訴棄却）。非加熱製剤の回収を命じなかった厚生省も不作為責任を問われ、担当係長が業務上過失致死で起訴、最高裁で有罪が確定した。エイズ研究班の班長であった安部は、自身の患者に非加熱製剤を投与し、エイズを発症、死亡させた責任を問われたが、上告中に死去したため公訴棄却となった。
一般的には、加熱製剤の承認等によって、安全な血液製剤の供給が十分可能になった後も、日本国政府による未使用非加熱製剤の回収措置が即座に講じられなかったことが、被害拡大の主因であるとされている。

## 民事裁判
1989年5月に大阪で、10月に東京で後述の製薬会社と非加熱製剤を承認した厚生省に対して、損害賠償を求める民事訴訟が提訴される。その後原告団は早期解決を求め、和解勧告の上申書を地方裁判所に提出。1995年10月、東京地方裁判所・大阪地方裁判所は原告一人あたり4,500万円の一時金支給を柱とする第一次和解案を提示したが、厚生省は救済責任は認める一方、加害責任は否定した。
1996年1月に発足した第1次橋本内閣で厚生大臣に就任した菅直人は、当時の厚生省で大臣官房と薬務局に所属していた課長補佐クラスの11人による「薬害エイズ問題に関する調査プロジェクトチーム」を設置した。同チームは、薬務局のロッカーの中から、エイズ研究班による資料ファイル（郡司ファイル）を発見した。2月9日に菅は、記者会見でこの事実を発表し、2月16日に原告団に謝罪した。この件では、菅と同じく新党さきがけに所属していた同僚議員だった枝野幸男が、以前から薬害エイズ事件に取り組んでおり、枝野との連係で成し遂げた側面もあった。3月7日、東京・大阪両地裁は、発症者に月15万円を支給する第二次和解案を提示し、5社が3月14日に、日本国政府も翌15日に和解受け入れを発表。原告側も3月20日に受け入れを決め、3月29日に両地裁で和解が成立した。
この時、製造販売で提訴された製薬会社は、ミドリ十字と化学及血清療法研究所であり、輸入販売で提訴された製薬会社は、バクスタージャパン（日本トラベノール）と日本臓器製薬、カッタージャパンを合併承継したバイエル薬品である。また、カッタージャパンの該当非加熱製剤を発売元として大塚製薬と、同じくバクスター製の同種製品の輸入発売元として住友化学の2社も非加熱製剤を発売していた時期があり、無関係ではなかったが、両社とも提訴されなかった。

## 刑事裁判
1985年に帝京大学病院で、非加熱血液製剤を投与された血友病患者が、HIV感染で死亡した事件は『帝京大学ルート』、1986年に大阪府の病院で旧ミドリ十字の非加熱血液製剤を投与された肝障害患者が死亡した事件は『ミドリ十字ルート』とそれぞれ呼称された。
1996年8月から10月に帝京大学医学部附属病院第一内科の責任者だった安部英、ミドリ十字の代表取締役だった松下廉蔵・須山忠和・川野武彦、厚生省官僚だった松村明仁が業務上過失致死容疑で逮捕・起訴された。なお、安部の容疑は、自らが担当した患者にHIVに汚染された非加熱製剤を投与して死亡させたことであり、HIVに汚染された非加熱製剤を流通させたことではない。
この裁判は2000年に、ミドリ十字の3被告人に実刑判決、2001年3月28日、安部英に一審無罪判決、9月28日、松村明仁に禁固1年執行猶予2年の有罪判決が出た。上訴中に認知症を患い2004年から公判が停止されていた安部は2005年4月25日に死去した。
安部に対する無罪判決に対し、医療刑法を専門とする加藤久雄慶應義塾大学教授は、「薬害エイズ裁判無罪判決」と題して、HIV のみならず、薬害の全体像をおさえたうえで、無罪判決を分析し、問題点を鋭く指摘し「裁判所が、森永ヒ素ミルク事件やサリドマイド事件など、多くの犠牲を出した医療過誤訴訟の教訓に学ばず、海外の薬害エイズ事件処理も視野に入れていない、と感じた」と感慨を述べた。
ミドリ十字ルートについて、2008年3月3日、松村に対して最高裁は、一般論として公務員の不作為が服務上の責任や国の賠償責任を超える刑事法上の責任を直ちに生じさせるものではないとしながらも、松村自身が加熱第Ⅷ因子製剤や加熱第Ⅸ因子製剤の早期承認を図る方針を示したことを根拠として、「非加熱製剤の継続使用によってエイズを発症させて死亡させる恐れがあることを予見できた」と認定した。
その上で、薬務行政上必要かつ十分な対応を図るべき義務があったとして、1986年1月に日本における販売が開始された加熱製剤の十分な供給量を確保することが可能となったにもかかわらず、非加熱製剤の販売中止と回収の指示を怠った責任を免れないとして上告を棄却した。なお、松村については帝京大ルートについては高裁段階で「無罪」が確定した。
検察はフランソワーズ・バレ＝シヌシ博士を尋問、調書を作成。同博士は安部が執った判断は妥当な行為（リスクのトレードオフ）だったとし、ロバート・ギャロ博士の調書も安部の判断に対して概ね正当だとしているが、裁判で検察がその調書を出す事は無かった。
1996年8月9日にミドリ十字の当時の取締役に対する株主代表訴訟が起き、2002年4月に和解した。株主代表訴訟の和解条項などに基づき、2006年5月以降社内に調査委員会を設置し、ミドリ十字が当該事件の惹起を防止できなかった原因を調査検討した。その結果、2007年7月9日に薬害事件の再発防止策に関する提言を含む報告書を取りまとめ、提言を受けた改善策と併せて公表した。

## 諸外国の事例
非加熱製剤によるHIV感染の薬害被害は世界的に起こったが、その中でも最悪であったのがフランスで、日本と同様に刑事責任を追及する結果となった。
フランスでは感染血液事件（Affaire du sang contaminé）と呼ばれ、その影響は日本以上に広範囲に及んだ。血友病患者の約45%がこの事件のためHIVに感染し、それだけではなく、血友病患者以外の輸血などによる感染者数もエイズ発症者の数から4,000人から5,000人と見積もられている。うち、死者は2002年7月5日の段階で、数百人に上るとCNNが伝えている。
カナダでは受刑者から集めた血液による感染が問題になったが、刑事事件に発展することはなかった。
イギリスでは、2024年5月20日に、血液や血液製剤についての調査機関であるThe infected blood inquiryが報告書を公表した。同報告書によれば、NHS（国民保健サービス）その他の医療機関において、感染した血液や血液製剤が原因で3,000人以上が死亡した、としている。死亡の原因となった疾患として、エイズの他、B型肝炎、C型肝炎、変異型クロイツフェルト・ヤコブ病なども挙げられている。また、同報告書は、イギリス政府とNHSによる対応の遅れや組織防衛への注力があったとしている。

## 検証と教訓
厚生省の不作為に関しては、エイズが感染後に、長期の潜伏期間を経て高確率で発症することが明らかになったのは、1980年代の後半以降であり、1986年から1987年頃までは、専門家の間でも抗体陽性者の発症率は低いとする見解もあった。
1984年6月まで、厚生省生物製剤課長を務めた郡司篤晃（ぐんじ あつあき）は、2005年12月、熊本市で開催された第19回日本エイズ学会学術集会・総会のシンポジウムにおいて、次のように発表した。
- 1983年当時、献血を日本赤十字社が独占的に取り扱っており、血液分画製剤として期限切れの全血製剤を原料にしたアルブミンしか製造していなかった。
- 濃縮製剤は多人数の血漿を1つの窯で処理するため感染リスクが高い（血漿提供者のうちの1人でも感染していれば窯全体が病原体に汚染される）。クリオ製剤は少人数の血漿から作るので感染リスクが低い（報道で言われているような原料が日本人だから安全ということではない）。
- 1983年当時は加熱製剤を作るための原料を確保することが困難だった。
  - 1982年には世界の血漿総量の3分の1以上を日本が一国で消費していた。
  - 1983年の技術で加熱製剤を作るには非加熱製剤と比べて3倍の血漿が必要だった。
  - 1982年当時に血漿を国内自給するためには、採漿量を増やしたり成分献血の導入が不可欠だった。400ml採血基準と成分献血のための採漿基準は1986年（後任の松村明仁の時代）に承認された。
- 1982年頃から知人を通じてエイズ感染の危険性を知り、1983年6月にエイズ研究班を召集したが、当時の国際的医学的知見は必ずしも定まっていなかった。
  - エイズの病原体も特定されておらず、検査法も確立されておらず、潜伏期間も長かったため、血液製剤による感染リスクがどの程度あるかについての医学的知見は直ぐには確定しなかった。
  - 1983年5月に発表されたロバート・ギャロの論文では、エイズ病原体はHTLV-I型とされた。HTLV-I型が病原体ならば発症率は極めて低く、濃縮製剤製造過程の凍結処理によりウイルスを死滅させられると予想された。
  - 1984年5月に発表された論文でエイズの真の病原体が同定された。
  - 1984年9月に発表された論文で加熱によるエイズウイルスの不活性化が報告された。
  - 1983年6月の国際血友病学会大会にて血友病の濃縮製剤による治療を変えるべきではない（＝クリオ製剤へ戻るべきではない）とされていた。
  - 非加熱濃縮製剤をクリオ製剤に転換すべきとする論文もあったが、反論も多くあった。
  - 日本でエイズ感染の調査が行われたが第2回エイズ研究班会議においてエイズが疑われる症例は1例のみであった。
- アメリカが加熱製剤を早期承認したのはB型肝炎対策であってエイズ対策ではなかった。日本ではワクチン等で対応可能と考えられたので、B型肝炎対策を目的とした加熱製剤の早期承認は必要なかった。
- いわゆる“郡司ファイル”をまとめたときは専門知識がなくて分からなかったが、血友病の治療としてクリオ製剤への回帰はあり得ないと後で知った。
- アメリカにおけるエイズ患者数の増加や加熱製剤の技術開発の状況等を検討した結果、厚生省としても対応を早く行なう方針となり、未整備であった制度の詳細を定めて、1983年の11月に製薬会社に対して説明会を開いた。

『後天性免疫不全症候群の実態把握に関する研究班』（いわゆる、エイズ研究班）の班長であった 安部英（あべ たけし） の裁判の弁護団の武藤春光、弘中惇一郎は次のように主張している。
- 抗体陽性はエイズに対して免疫ができているとする解釈が米国では有力だった。
- クリオ製剤は供給が少なく、入手が困難だった。
- クリオ製剤は有効成分が薄く、かつ、副作用が強かった。クリオ製剤の副作用で患者が死亡すれば、標準治療から外れた危険な治療を行ったとして医師が逮捕される可能性もあった。
- 加熱製剤は変性タンパク質の危険性などが予想されるので、慎重に治験を行うべきだった。
- ミドリ十字の加熱製剤開発は遅れていなかった。
- 一括申請で治験や審査の時間を大幅に短縮した。

1985年4月に世界保健機関(WHO)が、世界各国に対し血友病患者の治療に加熱製剤を使用するよう勧告し、これを受けて松村明仁生物製剤課長（当時）が加熱製剤の早期承認を図る方針を示した結果、加熱第VIII因子製剤が同年7月に加熱第IX因子製剤が同年12月にそれぞれ承認されている。
一方で、1983年11月の加熱第VIII因子製剤の厚生省説明会で、第I相試験は省略可能と説明されていたにもかかわらず、安部は、開発が遅れていたミドリ十字に合わせるため、他の製薬会社に第I相試験を指示するなどして、第II相試験の着手を1984年3月まで遅らせるよう『調整』したとされる。
さらに、血友病治療に関わる金銭面を指摘する者もいる。クリオ製剤は通常100単位ずつ投与し、その薬価は7000円だった。これに対し非加熱製剤は通常500単位ずつ投与し、その薬価は45000円だった。クリオ製剤は国産で値引きがないため、病院側に経済的なメリットが殆どなかったのに比べ、非加熱製剤は50%から60%の値引きが常態化し、病院側には、1本投与する毎に、25000円から27000円の薬価差が利益となった。患者一人は、朝晩2回500単位ずつ、計1000単位ずつ投与されるとひと月で270万円の治療費となる。病院側が受け取る薬価差は、50%引きとして、毎月135万円であった。こうした薬価差益が、安全なクリオ製剤への転換を阻んだとの指摘である。
郡司は、当時のマスメディアの報道に関しても、異論を展開している。
2005年12月、熊本で第19回日本エイズ学会学術集会・総会のシンポジウムが開催され、医療、マスコミ、司法、元原告、社会学、患者友の会、元支援者の視点より様々な意見や提言がなされた。
大阪HIV訴訟弁護団弁護士の徳永信一は、2004年の第18回日本エイズ学会のシンポジウムでは「産官医の癒着」という単純明解かつ事実と乖離した「神話」の弊害が各方面から指摘された、厚生省が隠蔽したとされていた情報が実は公表されていたことが明らかとなったという例を挙げて出河雅彦(朝日新聞社)が犯人探しに終始したジャーナリズムの報道姿勢を問題視したこと、「産官医の癒着」が「薬害エイズ」の原因であるなら日本以外の先進国でも日本を凌ぐ犠牲があったことを説明することができない、当時の日本赤十字社と厚生省とのやりとりから「有事」における統制と責任の問題ではないかと指摘している。
聖学院大学大学院の郡司篤晃は、国際的および国内的な血液製剤救急の構造問題を指摘し、無過失保障制度により被害者を救済すべき、「薬害」という言葉は問題の本質を誤解させる、危機管理の意思決定機構の整備が必要、科学的であるべき判断や対応が世界的常識から著しく偏ることないように科学的なリスクの評価と行政の対応を分離する必要があると指摘している。
産業医科大学小児科の白幡聡は、専門医がリスクを低く見積もり過ぎたのは確かであり、バイアスによる判断ミスが起こることを前提として、バイアスの影響のない客観的な結論を導き出す透明性の高い議論の場を構築することが重要だとしている。
松本大学の川田龍平講師は、どの時点で何をすればHIVの感染拡大を防ぎ得たのかを明らかにする必要がある、学会で薬害エイズの検証をすることが大事だと指摘している。
最後に、熊本大学文学部の田口宏昭が総合討論をまとめた。静岡県立こども病院血液腫瘍科の三間屋純一は、徳永が「薬害エイズ神話」を問題提起し、白幡や郡司の見解でもニュアンスの差はあるが提起された、川田の問題提起は「産官医の癒着」の実在を前提に謝罪を求めている、栗岡は当事者の声に直接耳を傾けて当事者視点での「事実」を通して真相の解明による亀裂の修復が必要としている、白幡は「薬害エイズ神話」に同意しつつも医療者の判断ミスを率直に認めるべきとしている、郡司は当時の国際情勢も含めて広い視野から薬害エイズ問題をとらえるよう求めたとまとめている。

## 関連書籍
- 櫻井よしこ(著)『エイズ犯罪 血友病患者の悲劇』中央公論社、1994年8月1日発行
- 武藤春光、 弘中惇一郎 (著)『安部英医師「薬害エイズ」事件の真実』現代人文社、2008年9月10日発行
- 弘中惇一郎『生涯弁護人 事件ファイル2 安部英(薬害エイズ) カルロス・ゴーン野村沙知代・・・・・・』講談社、2021年12月1日発行